# Jean-Louis Oudart
Pour les articles homonymes, voir Oudart.
Jean-Louis Oudart (Paris, 30 septembre 1795 - Paris, 14 août 1827) est un danseur et chorégraphe français.
Fils de Jean-François-Severin Oudart et d'Elisabeth Langlois, Oudart est premier danseur à Marseille vers 1815. Il est engagé à Bruxelles l'année suivante, en qualité de premier danseur et maître de ballet au Théâtre de la Monnaie. Il fait partie de la petite troupe de danseurs qu'Eugène Hus a rassemblée, et qui comprend en outre Jacotin, Mlles Adeline et Soissons. Ils débutent le 18 septembre 1816 dans La Caravane du Caire, opéra de Grétry, dont on peut supposer que les parties chorégraphiques sont dues à Oudart.
Le 27 juillet 1818, il épouse à Bruxelles la danseuse Cécile-Geneviève Lanor. Le 5 décembre 1817, Oudart compose un divertissement intitulé La Corbeille aux bouquets, puis le 23 décembre, Zélima ou la Belle esclave ; il crée encore Le Triomphe ou les Fêtes gymniques le 20 juillet 1818, et Une vengeance de l'amour le 15 mars 1819. Un mois plus tard, Oudart quitte Bruxelles pour Liège, tandis que sa femme reste au Théâtre royal de la Monnaie jusqu'au mois de septembre suivant. Les époux sont engagés comme premiers danseurs au Théâtre de Liège, pour la saison 1819-20, et Oudart s'y voit confier l'emploi de maître de ballet en août 1820.
Il part ensuite pour Nantes où il assume la même charge dès la saison 1821-22 : il y donne Les Jeux gymniques et Zoraïme, ballets dont les livrets seront imprimés dans cette ville. Sa femme sera première danseuse au même théâtre de 1821 à 1823. Nommé maître de ballet au Théâtre de l'Opéra-Comique de Paris en 1826, Oudart n'aura le temps d'y professer qu'une saison.